# De Witt (Nebraska)
De Witt é uma vila localizada no estado americano de Nebraska, no Condado de Saline.

## Demografia
Segundo o censo americano de 2000, a sua população era de 572 habitantes.
Em 2006, foi estimada uma população de 573, um aumento de 1 (0.2%).

## Geografia
De acordo com o United States Census Bureau, a localidade tem uma área de 1,1 km², sem área coberta por água.

## Localidades na vizinhança
O diagrama seguinte representa as localidades num raio de 20 km ao redor de De Witt.